# Xysticus japenus
Xysticus japenus is een spinnensoort uit de familie van de krabspinnen (Thomisidae).
De wetenschappelijke naam van de soort werd in 1938 gepubliceerd door Carl Friedrich Roewer.